# Užhorodský hrad
Užhorodský hrad (též Drugethský hrad, ukrajinsky Ужгородський замок, maďarsky Ungvári vár) je hrad v Užhorodu na Ukrajině. Poprvé se o něm píše v Gesta Hungarorum, ale existuje několik teorií o jeho původu.
Hrad se vytvářel postupně od 9. až 10. století jako hrad pohraniční.
Nachází se v východně od samotného centra Užhorodu, na kopci s názvem Hradní vrch. Skládá se z vnitřního hradu přestavěného na pevnost (původně středověký hrad byl v souvislosti s různými invazemi postupně přestavován a modernizován) a okolního parku, který je obklopen obrannou zdí zpevněnou čtyřmi baštami. Má celkovou rozlohu 8,5 hektaru, z toho šest hektarů tvoří zámecká zahrada. Přístup do hradu vede z jižní strany po mostku z ulice Kapitulna.
Na hradě se nachází Zakarpatské přírodovědné muzeum a galerie. V zámeckém parku jsou umístěny dvě litinové sochy z 19. století: Héraklés na Lernské Hydře a Hermes na odpočinku. Nacházela se zde také socha turula, ta byla později sověty zničena a po skončení SSSR obnovena.